# Giacomo Damiani
Giacomo Damiani (Portoferraio, 27 agosto 1871 – Portoferraio, 28 ottobre 1944) è stato un naturalista italiano.

## Biografia
Nacque a Portoferraio da Luigi Damiani e da Carlotta Leoni. Dopo essersi laureato in scienze naturali nel 1897, si dedicò all'insegnamento liceale prima a Portoferraio, poi a Genova (1913), poi a Forlì (1922), ed infine nuovamente a Portoferraio sino al 1936. 
Giacomo Damiani si dedicò particolarmente allo studio dell'avifauna e dell'ittiologia dell'Elba, contribuendo a formare la ricca Collezione Ornitologica Elbana, oggi dispersa, esposta dal 1897 nella napoleonica Villa di San Martino a Portoferraio. Membro dell'Unione Zoologica Italiana, cui collaborava con le proprie ricerche, riuscì nel 1905 ad organizzare un congresso a Portoferraio, la cui brochure illustrativa venne realizzata dal pittore Giuseppe Mazzei.

## Opere
- 1892 - Rondini e rondoni in Bollettino del Naturalista.
- 1892 - Prima contribuzione alla ittiofauna del mare dell'Elba, in Bollettino del Naturalista.
- 1892 - Note ornitologiche dall'Elba, in Avicula.
- 1898 - Il Larus audouinii Payr. all'Elba, in Avicula.
- 1898 - I Puffinus dell'Elba, in Avicula.
- 1899 - Cenni sugli uccelli dell'Elba della Collezione Toscanelli, in Avicula.
- 1899 - Note ornitologiche dell'Elba (1898), in Avicula.
- 1900 - Sul Phalaropus hyperboreus Lath. all'isola d'Elba, in Atti della Società Ligure.
- 1901 - Il Turdus swainsoni (T. aliciae, B.) all'isola d'Elba, in Atti della Società Ligure.
- 1901 - Note ornitologiche dell'isola d'Elba (1899-1900), in Bollettino della Società Zoologica Italiana.
- 1901 - Nuove catture del Larus audouinii Payr. all'isola d'Elba, in Avicula.
- 1905 - Note ornitologiche dell'isola d'Elba per gli anni 1901-1904, in Avicula.
- 1909 - Un'invasione di crocieri all'isola d'Elba, in Avicula.
- 1909 - Su alcuni rari Scombridi dell'isola d'Elba (1898-1908), in Bollettino della Società Zoologica Italiana.
- 1911 - Sovra una Balaenoptera del novembre 1910 a Marciana Marina (Elba), in Bollettino della Società Zoologica Italiana.
- 1912 - Note sopra una raccolta di uccelli dell'Arcipelago Toscano, in Rivista italiana di ornitologia.
- 1922 - La fauna, in L'Elba illustrata.